# Plume d’Or 1987
Der Plume d’Or 1987 im Badminton wurde vom 29. bis zum 30. Mai 1987 im Schweizer Baden ausgetragen.
Sieger wurde das Team aus der Schweiz.

## Endstand
| Platz | Team       |
| ----- | ---------- |
| 1     | Schweiz    |
| 2     | Frankreich |
| 3     | Österreich |
| 4     | Belgien    |
| 5     | Portugal   |
| 6     | Israel     |
| 7     | Spanien    |